# Куилиано
Куилиа̀но (на италиански: Quiliano; на лигурски: Cuggen, Куджен) е градче и община в Северна Италия, провинция Савона, регион Лигурия. Разположено е на 32 m надморска височина. Населението на общината е 7354 души (към 2011 г.).